# Oevenum

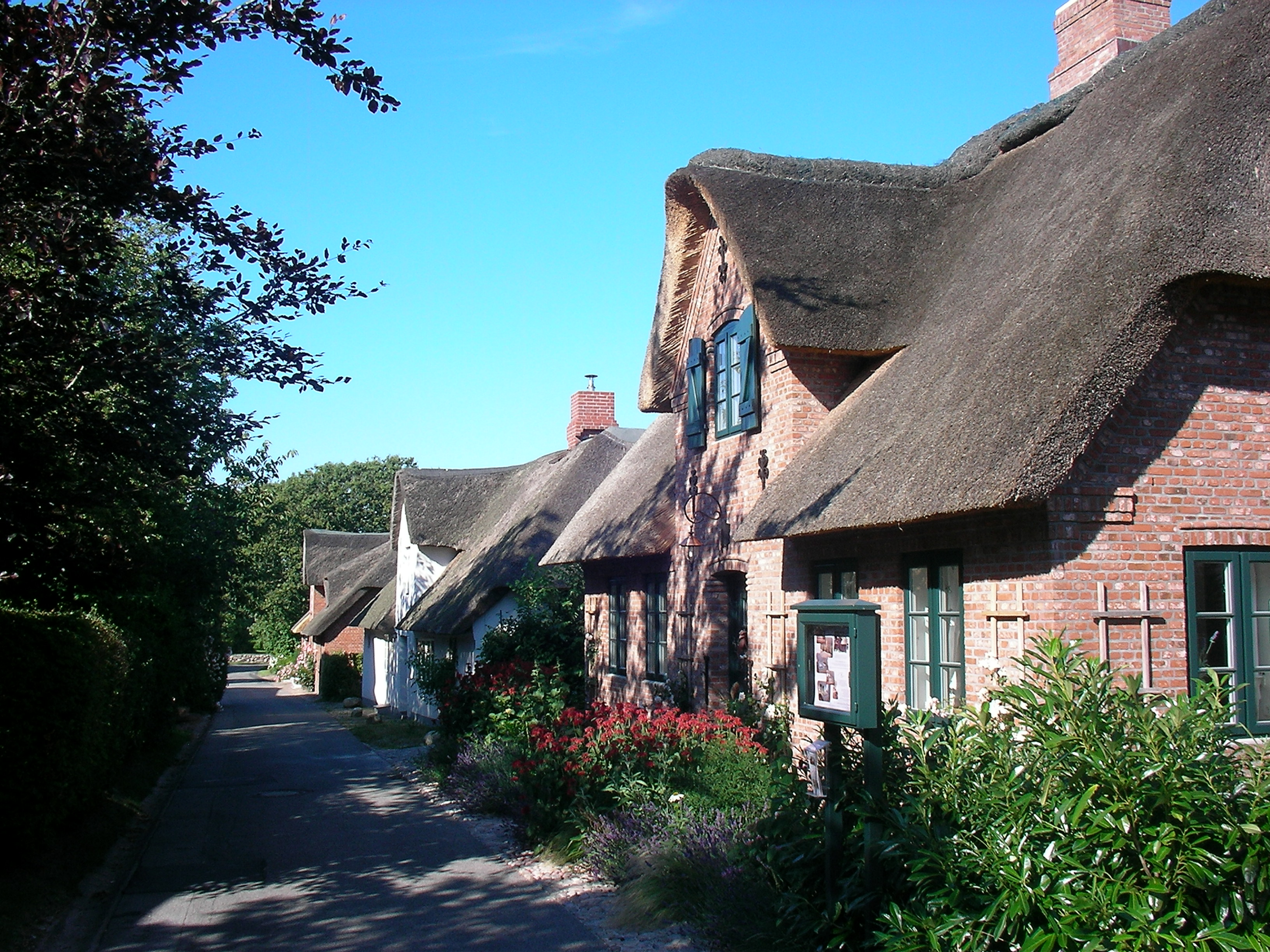
Typisches Straßenbild in Oevenum

Oevenum (dänisch Øvenum, friesisch: Ööwenem) ist eine Gemeinde auf der Insel Föhr im Kreis Nordfriesland in Schleswig-Holstein.

## Geographie

### Geographische Lage
Das Gemeindegebiet Oevenums erstreckt sich am Landschaftsübergang des Geestkerns in den nördlich sich ausweitenden Marschenbereich des Föhrer Marschkooges im Osten der nordfriesischen Insel Föhr. Die Gemeinde besteht siedlungsstatistisch aus dem gleichnamigen Dorf, welcher als alleiniger Wohnplatz erfasst ist. Es liegt im äußersten Süden des Gemeindegebietes.

### Nachbargemeinden
Westlich von Oevenum erstreckt sich das Gemeindegebiet des Ortes Midlum, südöstlich jenes von Wrixum.

## Geschichte
Im Jahre 1796 wurden im Nachbarort Nieblum 23 Häuser durch ein Feuer zerstört, so dass in Oevenum eine Glocke auf dem Dach des Schulhauses installiert wurde, um die Einwohner bei einem Brand zu warnen. Die Glocke läutete morgens und mittags und diente nicht nur bei Bränden, sondern auch bei Sturmfluten als Alarmsignal.
Im Jahre 1882 wurde in Oevenum die erste Jugendfeuerwehr Deutschlands gegründet. Damit ist die Oevenumer Jugendfeuerwehr vermutlich auch die älteste in Europa.
Oevenum ist seit 1995 anerkannter Erholungsort.
In einer ehemaligen Scheune war ein Heimatmuseum eingerichtet, das das Leben und die Landwirtschaft auf Föhr vorstellte. Man fand auch Informationen zur Seefahrt, zum Deichbau und zum Wattenmeer. Das Museum ist seit 2011 geschlossen.

## Politik

### Gemeindevertretung
Seit der Kommunalwahl 2018 hat die Oevenumer Wählergemeinschaft (ÖWG) sieben Sitze in der Gemeindevertretung, zwei Sitze halten Einzelbewerber.
Bei der Kommunalwahl 2023 erhielt die ÖWG alle neun Sitze. Die Wahlbeteiligung lag bei 57,1 Prozent.

### Bürgermeisterin
Für die Wahlperiode 2013–2018 wurde Gisela Riemann (ÖWG) zur Bürgermeisterin wiedergewählt. Auf sie folgte im Jahr 2018 Joachim Christiansen, nachdem Riemann nicht erneut kandidierte.

## Wirtschaft
Der Tourismus ist eine wichtige Einnahmequelle für die Gemeinde.

## Sehenswürdigkeiten
In der Liste der Kulturdenkmale in Oevenum stehen die in der Denkmalliste des Landes Schleswig-Holstein eingetragenen Kulturdenkmale.

## Söhne und Töchter der Gemeinde
- Carl Martin Brockhöft (1884–1965), Segelschiff-Kapitän der F. Laeisz Reederei, lebte 1933–1965 in Wyk[8]
- Lorenz Conrad Peters (1885–1949), gilt als einer der bedeutendsten Dichter des nordfriesischen Sprachraums.